# Богатирьов Сергій Олександрович
Сергі́й Олекса́ндрович Богатирьо́в — майор Збройних сил України.
Станом на лютий 2018 року — командир в/ч А1035; селище міського типу Черкаське.

## нагороди
21 жовтня 2014 року — за особисту мужність і героїзм, виявлені у захисті державного суверенітету та територіальної цілісності України, вірність військовій присязі під час російсько-української війни, відзначений — нагороджений орденом Богдана Хмельницького III ступеня.